# 河田京子
河田 京子（かわだ きょうこ、1971年1月1日 - ）は、ジェイ・プラネット所属のフリーアナウンサー、ラジオパーソナリティ。
東京都出身、明海大学外国語学部中国学科卒業。

## 主な担当番組

### テレビ
- 朝は楽しく!スマイルサプリメント（金曜通販コーナー｢暮らし新提案｣、テレビ東京関東ローカル）
- ウワサの真相（アシスタント、CS朝日ニュースター）
- レディス4（リポーター、テレビ東京）
- ジャスト（リポーター、TBS）
- サタっぱち 古舘の買物ブギ!（リポーター、テレビ朝日）
- 快適!ズバリ（リポーター、テレビ朝日）

ほか

### ラジオ
- みのもんたのウィークエンドをつかまえろ（アシスタント、文化放送）（2006年9月30日まで）